# آیزه رومی
آیزه رومی (آلمانی: Ayse Romey؛ زادهٔ ۲۶ اوت ۱۹۷۰) بازیگر ترک‌تبار اهل آلمان است که در ایالات متحده آمریکا به‌دنیا آمده‌است.
از فیلم‌هایی که وی در آن‌ها نقش داشته‌است، می‌توان به یاسمین اشاره نمود.
وی همچنین برندهٔ جوایزی همچون جایزه فیلم آلمان شده‌است.